# Pacto de Toledo
Se denomina Pacto de Toledo a la aprobación por el pleno del Congreso de los Diputados de España, durante la sesión del 6 de abril de 1995, del documento previamente aprobado por la Comisión de Presupuestos el 30 de marzo de 1995, referente al «análisis de los problemas estructurales del sistema de seguridad social y de las principales reformas que deberán acometerse».

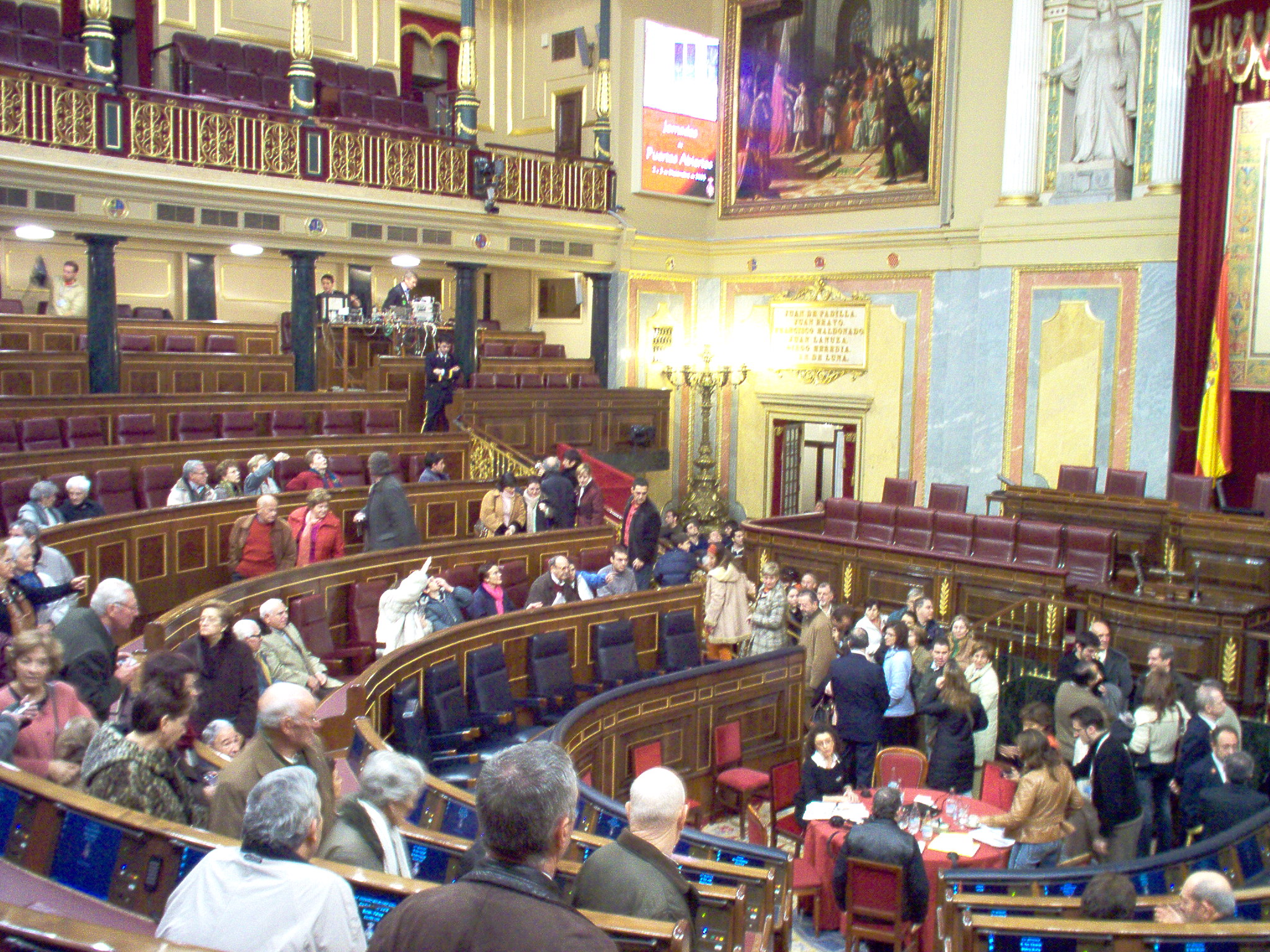
Imagen del hemiciclo en un día de puertas abiertas.

Dicha aprobación tuvo su origen en una proposición no de ley de Convergència i Unió que propuso la inclusión de una ponencia (número 154/4) sobre la cuestión de la seguridad social en la Comisión de Presupuestos del Congreso.

## Comisión del Pacto de Toledo
Con el objetivo de excluir de la controversia partidista al sistema de protección social y encuadrarlo dentro de un debate político más sosegado y de amplio calado que permitiera alcanzar el máximo nivel de acuerdo como garantía de la eficacia y la perdurabilidad de las reformas, se creó en el año 1999, en el Congreso de los Diputados, una Comisión no permanente de seguimiento y evaluación de los acuerdos del Pacto de Toledo, que se reúne cada cinco años y que como su nombre indica tiene por objeto el seguimiento del sistema de pensiones y la propuesta de recomendaciones para el mantenimiento y mejora del sistema.

## Antecedentes
Las recomendaciones del Banco Mundial constituyen un antecedente, en el sentido de que estas apuestan por un sistema mixto y resultaron muy influyentes en las reformas de 1987. Otro antecedente es el llamado «libro blanco de Delors», publicado en 1993.

## Contexto
El gobierno del PSOE se encontraba en una situación de debilidad política que se veía acrecentada por la crisis. En menos de un año asumiría el poder el Partido Popular.
| ← Elecciones generales españolas 6 de junio de 1993 → |           |       |         |      |
| Partido                                               | Votos     | %     | Escaños | Dif. |
| Partido Socialista Obrero Español (PSOE)              | 9 150 083 | 38,78 | 159     | -16  |
| Partido Popular (PP)                                  | 8 201 463 | 34,76 | 141     | +34  |
| Izquierda Unida (IU)                                  | 2 253 722 | 9,55  | 18      | +1   |
| Convergència i Unió (CiU)                             | 1 165 783 | 4,94  | 17      | -1   |
| Centro Democrático y Social (CDS)                     | 414 740   | 1,76  | 0       | -14  |
| Partido Nacionalista Vasco (PNV)                      | 291 448   | 1,24  | 5       | =    |

El descenso de las aportaciones y el incremento de los gastos del sistema ponían en duda la estabilidad del sistema, si bien existen opiniones enfrentadas sobre si esto era o no totalmente cierto.
En un periodo de crisis económica, numerosas empresas habían apostado por la jubilación anticipada como forma de reestructurar sus entramados productivos, se produjeron numerosos despidos, envejecimiento de la población, paro estructural agrario, alto grado de fraude en las cotizaciones; todo esto sometía a presión al sistema de pensiones, según las principales fuerzas políticas.

## Contenido
El documento aprobado describe la evolución del sistema de pensiones español, cuáles son los factores futuros que podrían afectar a dicho sistema y una serie de quince recomendaciones (Título IX del documento):

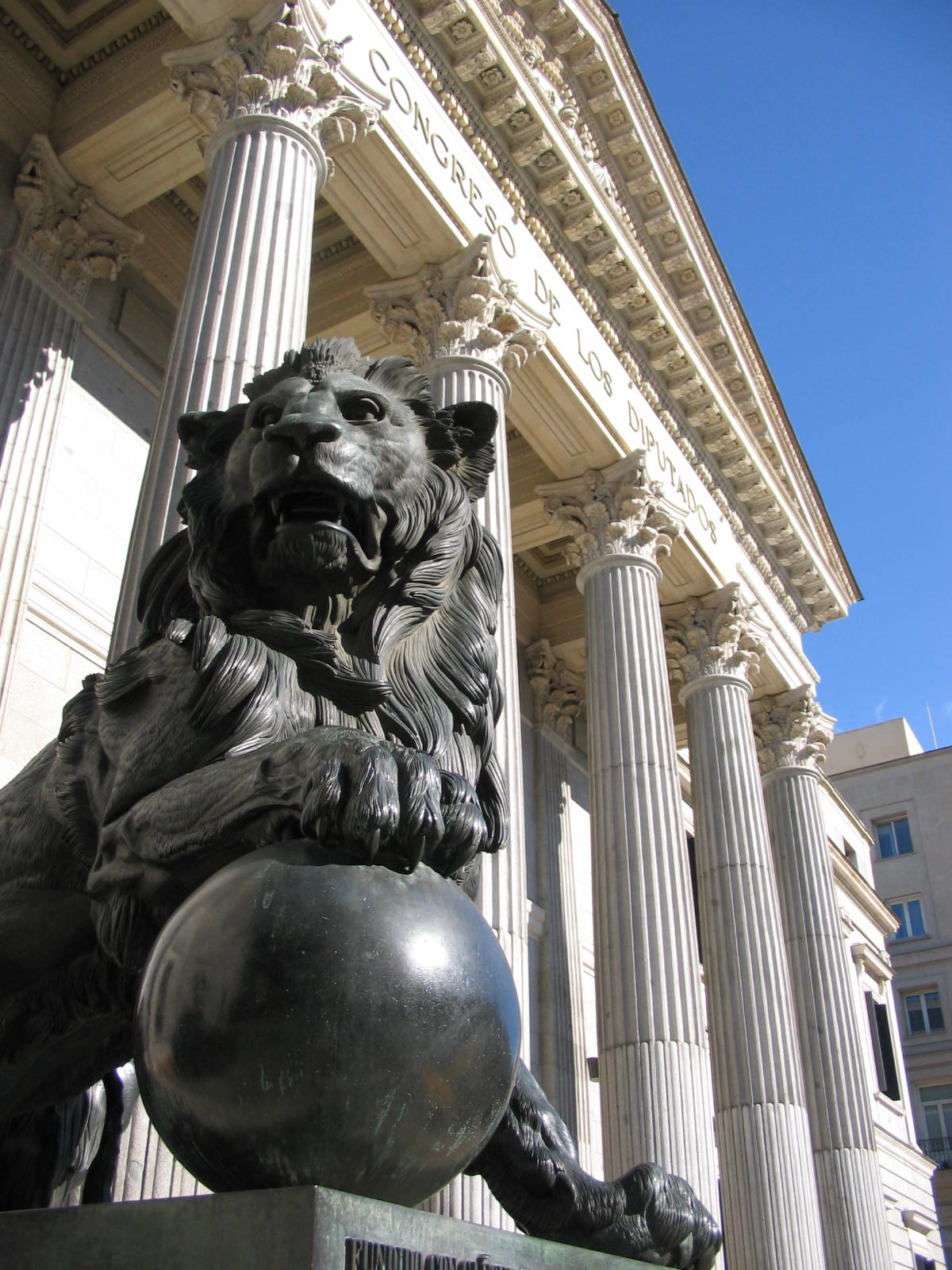
Entrada al Congreso de los Diputados.

1. Separación y clarificación de las fuentes de financiación
2. Constitución de reservas
3. Mejoras de las bases
4. Financiación de los regímenes especiales
5. Mejora de los mecanismos de recaudación
6. Simplificación e integración de regímenes especiales
7. Integración de la gestión
8. Evolución de las cotizaciones
9. Equidad y contributividad del sistema
10. Edad de jubilación
11. Mantenimiento del poder adquisitivo de las pensiones
12. Reforzamiento del principio de solidaridad
13. Mejora de la gestión
14. Sistema complementario
15. Análisis y seguimiento de la evolución del sistema

Dichas recomendaciones conformaron la evolución del sistema de pensiones, comenzando a tener efecto en 1996.
El paquete de medidas presentadas tenía como objetivo declarado reducir la presión a la que estaba sometido el presupuesto de la seguridad social. En primer lugar realiza una separación entre las diferentes fuentes de financiación de las prestaciones, dejando las llamadas prestaciones no contributivas y universales (sanidad, servicios sociales, etc.) a cargo de la imposición general y las pensiones contributivas a cargo de un sistema de cotizaciones sociales, esto es un cambio importante en cuanto que se pasa de un sistema de reparto puro a un sistema en el que se cobra en función de lo cotizado (en lo que a prestaciones contributivas se refiere).
Para solucionar las fluctuaciones de las contribuciones, se crean fondos de reserva durante periodos de bonanza destinados a eliminar la necesidad de aumentar las contribuciones para mantener las prestaciones en tiempos de crisis. Estos fondos son títulos públicos adquiridos en los mercados oficiales.
Las bases de cotización se homogeneizan y se busca unificar los diferentes regímenes especiales de modo que iguales cotizaciones equivalgan a iguales prestaciones salvo para el caso de sectores como la minería del carbón, agrario y pesquero. Por otra parte, dentro de la homogeneización existe trato diferenciado para situaciones que requieran excepcional celo protector como por ejemplo la ampliación de la edad para recibir pensiones de orfandad.
Mejora de los medios de recaudación, lucha contra el fraude y contra la economía sumergida se contempla también en el documento como una estrategia para aumentar la eficiencia del sistema. Mejoras en la gestión y la fiscalización de las pensiones, especialmente las bajas por enfermedad y seguro de desempleo.
En cuanto a la evolución de las cotizaciones, se propone una dinamización del sector público mediante una bajada de las cotizaciones en determinados sectores con gran intensidad de mano de obra o trabajos de alta cualificación, siempre dentro de un criterio de equilibrio del sistema.
La edad de jubilación se mantiene en 65 años pero se incentiva que aquellos que lo deseen mantengan sus empleos. 
Se impone al congreso la creación de una ponencia sobre la evolución del sistema de pensiones. Se creará una comisión permanente no legislativa del Pacto de Toledo que se reunirá periódicamente para discutir la evolución del sistema.